# アーサーと魔王マルタザールの逆襲
『アーサーと魔王マルタザールの逆襲』（原題：Arthur et la Vengeance de Maltazard、英題：Arthur and the Revenge of Maltazard）は、2009年のフランス映画（日本公開は2010年）。実写と3Dアニメーションとで構成されたファンタジー映画である、リュック・ベッソン監督・原作による三部作の第一作目「アーサーとミニモイの不思議な国」に続く二作目の続編である。

## 原作
原作はリュック・ベッソンによる児童文学。2002年からシリーズとしてフランスで出版され、日本でも翻訳出版されている。映画化第二作目となる本作では、そのうち『アーサーとマルタザールの逆襲』を映像化している。
- アーサーとミニモイたち Arthur et les Minimoys（2002）
- アーサーと禁じられた王国 Arthur et la Cité interdite（2003）
- アーサーとマルタザールの逆襲 Arthur et la Vengeance de Maltazard（2004）
- アーサーとふたつの世界の決戦 Arthur et la Guerre des deux mondes（2005）

## ストーリー
前作でミニモイ族を危機から救ったアーサー。彼は満月の夜にミニモイへの扉が開き、王女セレニアや仲間たちと再会できることを楽しみにしていた。そんなある日、彼の元へやってきた１匹のクモが届けてくれた助けてと書かれた米粒を見て、ミニモイ国が再び危機にさらされていることを告げられる。ピンチを知ったアーサーは、宿敵・マルタザールを倒しミニモイ国を救うため、再び立ち上がる。

## キャスト
| 役名                         | 俳優                   | 日本語吹替 |
| 実写部分                     | 実写部分               | 実写部分   |
| ---------------------------- | ---------------------- | ---------- |
| アーサー                     | フレディ・ハイモア     | 神木隆之介 |
| デイジー（おばあちゃん）     | ミア・ファロー         | 夏木マリ   |
| ローズ（ママ）               | ペニー・バルフォー     | 勝田晶子   |
| アルマン（パパ）             | ロバート・スタントン   | 咲野俊介   |
| アーチボルト（おじいちゃん） | ロナルド・クロフォード | 永井一郎   |
| アニメーション部分           |                        |            |
| セレニア                     | セレーナ・ゴメス       | 弓場沙織   |
| ベタメッシュ                 | ダグ・ランド           | 阪口大助   |
| 王                           | デイヴィッド・ガスマン | 富田耕生   |
| ミロ                         | ポール・バンデイ       |            |
| マックス                     | スヌープ・ドッグ       | 伊丸岡篤   |
| スノー                       | ウィル・アイ・アム     |            |
| リプレイ                     | ファーギー             | IMALU      |
| マルタザール                 | ルー・リード           | GACKT      |